# Oxycnemis gracillima
Oxycnemis gracillima là một loài bướm đêm thuộc họ Noctuidae. Nó được tìm thấy ở California và Arizona.
Sải cánh dài khoảng 17 mm.